# مهدی لاری
محمد مهدی لاری (متولد ۱۲۷۹ش-؟) از سیاستمداران ایرانی بود، که در دوره‌  هجدهم به عنوان نماینده یزد و دوره  بیستم به عنوان نماینده تفت در مجلس شورای ملی حضور داشت.

## زندگی
محمدمدی لاری در سال ۱۲۷۹ شمسی در یزد متولد شد. او به تحصیل علوم قدیمه پرداخت و به زبان‌های انگلیسی و عربی تسلط یافت.
لاری عضو هیئت‌رئیسه بانک ایران و انگلیس و عضو هیئت‌مدیره شرکت‌های پرژام و بیمه آسیا بود. وی همچنین در دوره‌های مختلف انتخابات اتاق بازرگانی تهران به عضویت اتاق بازرگانی درآمد و در دوره‌های پنجم و ششم انتخابات اتاق بازرگانی تهران نیز به سمت نایب رئیس برگزیده شد.
لاری در هیئت‌مدیره کمک به آسیب‌دیدگان جمعیت شیر و خورشید سرخ ایران و شورای پول و اعتبار عضویت داشتند. 